# 構造格子
構造格子（こうぞうこうし、英: structured mesh, regular grid）とは、構造解析や流体解析で用いられる格子（メッシュ）の種類のひとつで、計算点を座標系に沿って配置するもの。非構造格子に比べ計算負荷を低くすることができる。

## 特徴
構造格子では領域内の全ての格子点は3次元では (i , j , k ) といった指標により一意に決定される。これはトポロジー的にはデカルト座標と等価である。
プログラム上では多次元配列、たとえば3次元では (i , j , k ) などのインデックスを用いて表される。隣接する格子は必ず
- (i ±1 , j , k )
- (i , j ±1 , k )
- (i , j , k ±1 )

のいずれかになり、特定が容易である。また構造格子をもとにした代数方程式の行列は正規構造を持つため、効率的な計算が可能となることが長所である。
短所として、
- 形状がある程度単純なものにしか適用できない。
- 格子点の配分の調節が困難である。ある（精度が必要な）部分に格子点を集中させると、他の領域の格子も不必要に密になり非効率になる。

が挙げられる。

## 分類
O形空間の中にある物体から放射状に伸びる格子。全体の格子数に対して物体境界に多くの格子数を配置できる。翼型などの場合、後縁付近の格子の直行性を維持できない。
C形特に翼型など、一端に鋭角部があるときに用いられる。
H形前縁が特異点となってしまい取り扱いが難しい。また物体前方、後方に無駄な格子配置が生じやすい。